# Kyle Dugger
Kyle Dugger (Decatur, Georgia, 22 de marzo de 1996) es un jugador profesional estadounidense de fútbol americano que se desempeña en la posición de safety en New England Patriots, equipo de la National Football League (NFL).

## Carrera
Fue seleccionado en la segunda ronda en la Reunión Anual de Selección de Jugadores de la NFL de 2020. Hizo su debut profesional con el equipo New England Patriots, donde lleva jugando cuatro temporadas.